# Военно-воздушные силы Пакистана

Флаг ВВС Пакистана

Военно-воздушные силы Исламской Республики Пакистан (англ. Pakistan Air Force (PAF), урду پاک فضائیہ‎, ВВС ИРП) — вид вооружённых сил Пакистана. Это второй по численности вид вооружённых сил после СВ ИРП и насчитывает около 45 тыс. человек, по другим данным 70000.
День ВВС Пакистана отмечается 7 сентября.
Общее руководство военно-воздушными силами осуществляет начальник штаба ВВС. НШ ВВС подчинён главнокомандующему вооружёнными силами. Штаб ВВС располагается в г. Равалпинди.

## История
Военно-воздушные силы Исламской Республики Пакистан были сформированы в 1947 году; современное название они получили в 1956 году.
ВС ИРП активно участвовали в войнах с Индией, а во время Афганской войны перехватывали советские и афганские самолёты, вторгавшиеся в воздушное пространство страны.
До 1950-х гг. вооружение и военную технику поставляла, как правило, Великобритания. В период 1954—1965 эту роль выполняли США. В дальнейшем закупки ВВТ производились в Китае и Франции.

## Структура
ВВС состоят из 3 региональных авиационных командований:
- Северное авиационное командование (г. Пешавар) (36/37/35/33-е авиационные крылья)
  - Авиационная база Пешавар
  - Авиационная база Алам
  - Авиационная база Минхас
  - Авиационная база Нур Хан
  - Авиационная база Рисалпур
- Центральное авиационное командование (г. Саргодха)
  - Авиационная база Мушаф (38-е авиационное крыло)
  - Авиационная база Рафики (34-е авиационное крыло)
- Южное авиационное командование (г. Карачи) (41/39/32/31-е авиационные крылья)
  - Авиационная база Месрур
  - Авиационная база Самунгли

Каждое региональное авиационное командование включает в себя:
- штаб
- центр управления боевыми действиями авиации
- 2—5 авиационных баз (АвБ), в составе которых авиационное крыло (акр) или отдельная авиационная эскадрилья, подразделения ПВО, боевого и тылового обеспечения, связи, охраны. Авиационное крыло включает в себя авиационные эскадрильи.

Также в составе ВВС 3 функциональных командования:
- Стратегическое командование (г. Исламабад)
- Командование ПВО (г. Равалпинди)
- Командование киберопераций (г. Исламабад)

## Образование
Подготовку персонала осуществляет Академия ВВС в Пешаваре, Центр передового опыта ВВС в Саргодхе и колледж ВВС в Карачи.

## Вооружение и военная техника
На 2024 год на вооружении ВВС ИРП стоит 574 самолёта, в том числе 163 истребителя, 209 истребителей-бомбардировщиков, 2 самолёта РЭР, 10 самолётов ДРЛОиУ. Также тяжёлые ударно-разведывательные БЛА  Цайхун CH-3. Истребители-бомбардировщики Mirage 5 и истребители F-16А/В являются носителями ядерного оружия, для них в наличии имеется 60 ядерных авиабомб по оценкам зарубежных специалистов.
| Тип                                                                                    | Производство     | Назначение                                                                             | Количество      | Примечания |
| Боевые самолёты                                                                        | Боевые самолёты  | Боевые самолёты                                                                        | Боевые самолёты | Боевые самолёты |
| -------------------------------------------------------------------------------------- | ---------------- | -------------------------------------------------------------------------------------- | --------------- | --- |
| Chengdu F-7PChengdu F-7PGGAIC FT-7GAIC FT-7PG                                          | Китай            | ИстребительУчебный истребитель                                                         | 2046216         | Все заменяются на JF-17C. |
| Chengdu J-10                                                                           | Китай            | Многоцелевой истребитель                                                               | 20              | J-10CE (20 поставлено, 16 заказано) |
| F-16A                                                                                  | США              | Многоцелевой истребительУчебный истребительМногоцелевой истребительУчебный истребитель | 85              | F-16AM Блок 15 MLU (31) F-16BM Блок 15 MLU (23) F-16A Блок 15 АПД (9) F-16B Блок 15 АПД (4) F-16C Блок 52+ (12) F-16D Блок 52+ (6) |
| JF-17                                                                                  | Китай/ Пакистан  | Истребитель-бомбардировщик                                                             | 161             | JF-17A Блок 1 (50) JF-17A Блок 2 (62) JF-17B Блок 2 (26) JF-17C Block 3 (23 поставлено, 27 заказано) Планируется модернизировать все самолеты JF-17 Block 1 и 2 до стандарта Block 3.                                                                                  |
| Dassault Mirage IIIB                                                                   | Франция          | ИстребительИстребитель-бомбардировщикРазведывательный самолёт                          | 135             | Несколько вариантов с обширными модернизациями Project ROSE . Все Mirage III заменяются на JF-17C и J-10CE. |
| Dassault Mirage 5 (5PA)/5PA2Dassault Mirage 5D (5DPA)/5DPA2Dassault Mirage 5PA3 (ASuW) | Франция          | Истребитель-бомбардировщик                                                             | 139             | Несколько вариантов с обширными обновлениями Project ROSE . Все Mirage 5 заменяются на JF-17C и J-10CE. |
| Прочие самолёты                                                                        |                  |                                                                                        |                 | |
| Ил-78                                                                                  | Россия           | Самолёт-заправщик                                                                      | 4               | |
| Falcon 20F                                                                             | Франция          | Самолёт радиоэлектронной разведки                                                      | 2               | |
| Saab 2000 Erieye                                                                       | Швеция           | Самолёт ДРЛО                                                                           | 6               | |
| ZDK-03                                                                                 | Китай            | Самолёт ДРЛО                                                                           | 4               | |
| Транспортные самолёты                                                                  |                  |                                                                                        |                 | |
| Lockheed C-130BLockheed C-130E                                                         | США              | Средний транспортный самолёт                                                           | 25              | С-130Б (5) С-130Е (7) С-130Н (13) Все самолеты C-130 были отремонтированы и модернизированы PAC. |
| Lockheed L-100-20                                                                      | США              | Средний транспортный самолёт                                                           | 25              | С-130Б (5) С-130Е (7) С-130Н (13) Все самолеты C-130 были отремонтированы и модернизированы PAC. |
| Cessna 560XL Citation Excel                                                            | США              | VIP транспорт                                                                          | 1               | |
| IPTN CN-235M-220                                                                       | Испания          | Лёгкий транспортный самолёт                                                            | 4               | |
| EMB-500 Phenom 100                                                                     | Бразилия         | Лёгкий транспортный самолёт                                                            | 4               | |
| F-27-200 Friendship                                                                    | Нидерланды       | Лёгкий транспортный самолёт                                                            | 1               | |
| Y-12 (II)                                                                              | Китай            | Лёгкий транспортный самолёт                                                            | 2               | |
| Вертолёты                                                                              |                  |                                                                                        |                 | |
| CAIC WZ-10                                                                             | Китай            | Ударный вертолёт                                                                       | н/д             | До сих пор ни пакистанская армия, ни китайский производитель AVIC не сделали никаких официальных заявлений о поставке вертолетов Z-10ME. Однако интенсивное освещение этих новостей позволяет предположить, что в этом отношении есть некоторая закулисная активность. |
| SA319 Alouette III                                                                     | Франция          | Многоцелевой вертолёт                                                                  | 15              | |
| Ми-17                                                                                  | Россия           | Транспорт, Коммунальные услуги                                                         | н/д             | |
| AW139                                                                                  | Италия           | Многоцелевой вертолёт                                                                  | 4               | |
| Беспилотные летательные аппараты                                                       |                  |                                                                                        |                 | |
| CH-3 (Burraq)                                                                          | Китай            | Тяжёлый ударно-разведывательный БЛА                                                    | н/д             | |
| CH-4                                                                                   | Китай            | Тяжёлый ударно-разведывательный БЛА                                                    | н/д             | |
| Falco                                                                                  | Италия           | Средний разведывательный БЛА                                                           | н/д             | |
| Bayraktar Akıncı                                                                       | Турция           | Удар, Разведка                                                                         | 6-7             | 2023 |
| TAI Anka                                                                               | Турция           | Удар, Разведка                                                                         | н/д             | в августе 2021 года сообщалось о том, что Пакистан и Турция будут совместно производить и модернизировать Anka-S в Пакистане |
| Противовоздушная оборона                                                               |                  |                                                                                        |                 | |
| HQ-2 (CH-SA-1)                                                                         | Китай            | Зенитный ракетный комплекс средней дальности                                           | 6               | |
| Crotale                                                                                | Франция          | Зенитный ракетный комплекс малой дальности                                             | 144             | |
| SPADA 2000                                                                             | Европейский союз | Зенитный ракетный комплекс малой дальности                                             | 40              | |
| 9K310 Igla-1                                                                           | СССР             | Переносной зенитный ракетный комплекс                                                  | н/д             | |

## Опознавательные знаки

Опознавательный знак ВВС Пакистана
Знак на киль

### Эволюция опознавательных знаков BBC Пакистана
| Опознавательный знак | Знак на фюзеляж | Знак на киль | Когда использовался | Порядок нанесения |
| -------------------- | --------------- | ------------ | ------------------- | ----------------- |
|                      |                 |              |                     |                   |
|                      |                 |              |                     |                   |

## Знаки различия

### Генералы и офицеры
| Категории               | Генералы                 | Генералы          | Генералы          | Генералы         | Генералы      | Старшие офицеры | Старшие офицеры | Старшие офицеры | Младшие офицеры   | Младшие офицеры   | Младшие офицеры |
| ----------------------- | ------------------------ | ----------------- | ----------------- | ---------------- | ------------- | --------------- | --------------- | --------------- | ----------------- | ----------------- | --------------- |
|                         |                          |                   |                   |                  |               |                 |                 |                 |                   |                   |                 |
| Пакистанское звание     | Marshal of the Air Force | Air Chief Marshal | Air Marshal       | Air Vice-Marshal | Air Commodore | Group Captain   | Wing Commander  | Squadron Leader | Flight Lieutenant | Flying Officer    | Pilot Officer   |
| Российское соответствие | Генерал армии            | Генерал-полковник | Генерал-лейтенант | Генерал-майор    | нет           | Полковник       | Подполковник    | Майор           | Капитан           | Старший лейтенант | Лейтенант       |

### Сержанты и рядовые
| Категории               | Подофицеры            | Подофицеры      | Подофицеры                | Сержанты и старшины | Сержанты и старшины | Сержанты и старшины | Сержанты и старшины | Солдаты              | Солдаты      |
| ----------------------- | --------------------- | --------------- | ------------------------- | ------------------- | ------------------- | ------------------- | ------------------- | -------------------- | ------------ |
|                         |                       |                 |                           |                     |                     |                     |                     |                      |              |
| Пакистанское звание     | Chief Warrant Officer | Warrant Officer | Assistant Warrant Officer | Senior Technician   | Corporal Technician | Junior Technician   | Senior Aircraftsman | Leading Aircraftsman | Aircraftsman |
| Российское соответствие | Старший прапорщик     | Прапорщик       | нет                       | Старшина            | Старший сержант     | Сержант             | Младший сержант     | Ефрейтор             | Рядовой      |